# Tommy Croft
Tommy Croft   (San Diego, c. 1956) és un antic pilot professional de motocròs i d'automobilisme nord-americà. Va competir als Campionats AMA de motocròs entre el 1975 i el 1980, la major part d'aquest temps com a pilot oficial d'Honda. Malgrat no haver-ne guanyat mai cap títol, va ser un dels pilots de motocròs més reeixits de la dècada del 1970 als Estats Units i l'únic amerindi a haver destacat en aquest esport. Llargarut, amb una llarga cabellera negra, el seu sobrenom era Tomahawk.
Un cop retirat del motocròs, Croft va dur a terme una reeixida carrera en les curses d'automòbils tot terreny.

## Carrera en el motocròs

### Els inicis
Resident a San Diego, com molts altres destacats pilots de l'època, Tommy Croft vivia a prop de Marty Smith, amb qui va coincidir de jove a l'institut i, més tard, a l'equip d'Honda. El seu pare, Ryle Buzz Croft, treballava com a encarregat de manteniment al circuit de motocròs de Carlsbad, un dels més famosos del sud de Califòrnia.
Tommy va tenir la seva primera motocicleta, una Hodaka Super Rat, el 1969, a dotze anys. Va debutar en competició el 1970 a Carlsbad amb l'Hodaka i va córrer en la categoria Júnior durant aproximadament un any abans de passar a Intermediate. El 1973, a 16 anys, va pujar a categoria Expert i va obtenir suport de fàbrica d'Hodaka. Més tard, durant aquell mateix any, va córrer un temps amb sengles Penton 125 i Maico 250 privades, fins que va fitxar per Harley-Davidson i va competir amb la seva moto de 125cc com a l'únic pilot oficial de la marca en motocròs.
Amb la Harley-Davidson, Croft va guanyar força curses a la classe de 125cc, mentre que a la de 250cc podia seguir fent servir la seva Maico en no disposar la marca americana de cap moto d'aquesta cilindrada. Després de la seva etapa a Harley, va tornar a Hodaka, ara ja com a pilot de fàbrica, i més tard va pilotar les motocicletes artesanals de Kelvin Franks, també de 125cc.

### A l'equip d'Honda (1975-1978)
El 1975, quan encara era un estudiant de secundària, Croft va guanyar una cursa amb la moto "Franks" davant de pilots del màxim nivell com ara Gaylon Mosier, Rex Staten, Marty Smith i Marty Tripes. L'endemà, va rebre ofertes de les principals marques japoneses: Yamaha, Suzuki i Honda, que el volien als seus equips de fàbrica. Croft es va decantar per Honda per tal de poder-hi coincidir amb el seu amic Marty Smith. Juntament amb els altres dos membres de l'equip oficial, Pierre Karsmakers i Rich Eierstedt, Croft i Smith van formar un dels equips d'Honda més recordats de la història del motocròs americà.
Al seu primer any amb la marca japonesa, 1975, Croft va començar pilotant l'Honda CR125 i ben aviat va passar a pilotar tant la CR250 com la CR500. Aquell any va ser vuitè al Gran Premi dels Estats Units de 125cc, celebrat a Ohio, i segon darrere de Marty Smith a la cursa complementària de 250cc del Gran Premi dels Estats Units de 500cc, celebrat a Carlsbad. L'any següent, 1976, Croft va disputar-ne ja la cursa principal, puntuable per al mundial de 500cc, i va ser a punt de pujar al podi fins que se li va rebentar una roda. A partir d'aquell any, amb la CR500, va guanyar nombroses mànegues contra els millors pilots europeus a diverses edicions de la Trans-AMA.
Durant aquella època, Tommy Croft i el seu amic Marty Smith van guanyar molts diners. Quan Honda els va fitxar, els va exigir que, entre setmana, seguissin anant a l'institut. Tots dos s'hi desplaçaven amb sengles Porsche 911 de la seva propietat. Quan no havien d'entrenar o competir, se n'anaven a córrer per les dunes del desert amb els seus buggies.
El 1977, Croft va guanyar el seu primer National, concretament la cursa de 500cc de Sant Petersburg (Florida), a més d'obtenir nombrosos podis al llarg de la temporada. El 1978 va protagonitzar la seva millor temporada amb Honda i va acabar tercer al Campionat AMA de supercross, darrere de Bob Hannah i Marty Tripes. Aquell any va guanyar el seu segon National, també de 500cc, a Sears Point (Sonoma) i al setembre va formar part de la selecció dels Estats Units que va quedar quarta al Motocross des Nations, celebrat a Alemanya.

### A Kawasaki i retirada (1979)
Un cop acabada la temporada de 1978, Croft va acceptar una sucosa oferta de Kawasaki pensant-se que a Honda la igualarien, cosa que no van fer. Va començar la temporada del 1979 obtenint nombrosos èxits amb la Kawasaki, fins que es va lesionar l'espatlla al Supercross de Nova Orleans. Més tard, es va lesionar seriosament el genoll i es va haver de perdre tota la resta de temporada, al final de la qual es va trobar sense equip, ja que Kawasaki no li va renovar el seu contracte d'un any.
Un cop restablert, el 1980, Croft va intentar tornar a les curses amb una Husqvarna semi-privada, fins que la fàbrica sueca el va fitxar quan va guanyar la cursa de Carlsbad del campionat Golden State. Croft, però, estava desmotivat i va decidir retirar-se del motocròs i dedicar-se a les curses d'automobilisme tot terreny.

## Carrera en l'automobilisme
Tommy Croft va debutar en curses d'automòbils al campionat Mickey Thompson Stadium, celebrat en pistes de terra construïdes dins d'estadis, a l'estil del supercross. Va començar amb el seu propi equip i més tard va pilotar per a les fàbriques Chrysler i Jeep i va acabar guanyant-ne cinc campionats. La seva carrera dins l'automobilisme va durar més de deu anys, durant els quals va establir diversos rècords al campionat Mickey Thompson, entre ells el de victòries seguides, amb vuit, i el de campionats seguits, amb els tres que va guanyar amb un Jeep Cherokee entre el 1992 i el 1994. Abans ja n'havia guanyat dos amb el seu propi buggy monoplaça.
Després d'un accident que va tenir a Texas, on a causa de la mala visibilitat pel fum va envestir un rival que, perdut, travessava la pista, Croft va decidir de retirar-se definitivament. Tot seguit, es va treure el carnet de conduir comercial i es va fer camioner. Actualment, Tommy Croft viu en un ranxo de Montana, on segueix treballant amb el seu camió.